# Merionoeda caldwelli
Merionoeda caldwelli är en skalbaggsart som beskrevs av J. Linsley Gressitt 1942. Merionoeda caldwelli ingår i släktet Merionoeda och familjen långhorningar. Inga underarter finns listade i Catalogue of Life.